# Melvin Franklin
David Melvin English (12 octombrie 1942 - 23 februarie 1995) mai cunoscut sub numele de scenă Melvin Franklin, a fost un cântăreț american. Franklin este cel mai cunoscut ca și membru al trupei The Temptations din 1961 până 1994.
1. 1 2  Melvin Franklin, Find a Grave, accesat în 9 octombrie 2017